# Longo maï
Longo maï (okzitanisch für „Es möge lange dauern“) ist ein Netz ländlicher Arbeits- und Lebensgemeinschaften, das seit 1973 besteht. Diese wirtschaftlich-soziale Gemeinschaft, in der es keine formellen Strukturen und für keine Arbeit einen Lohn gibt, besteht bereits in dritter Generation. 1973 waren junge Leute aus kleinen Nach-68er-Gruppen, aus der «Hydra» (Basel) und «Spartakus» (Wien), nach Südfrankreich aufgebrochen, um drei verlassene Höfe wieder zu beleben und zu bewirtschaften. Heute bestehen an elf europäischen Standorten in sechs Ländern Bauernhöfe. Rund 200 Personen leben in den Kooperativen, die antikapitalistisch auf der Basis von Selbstverwaltung betrieben werden. Hinzu kommt ein Standort in Costa Rica.

## Geschichte

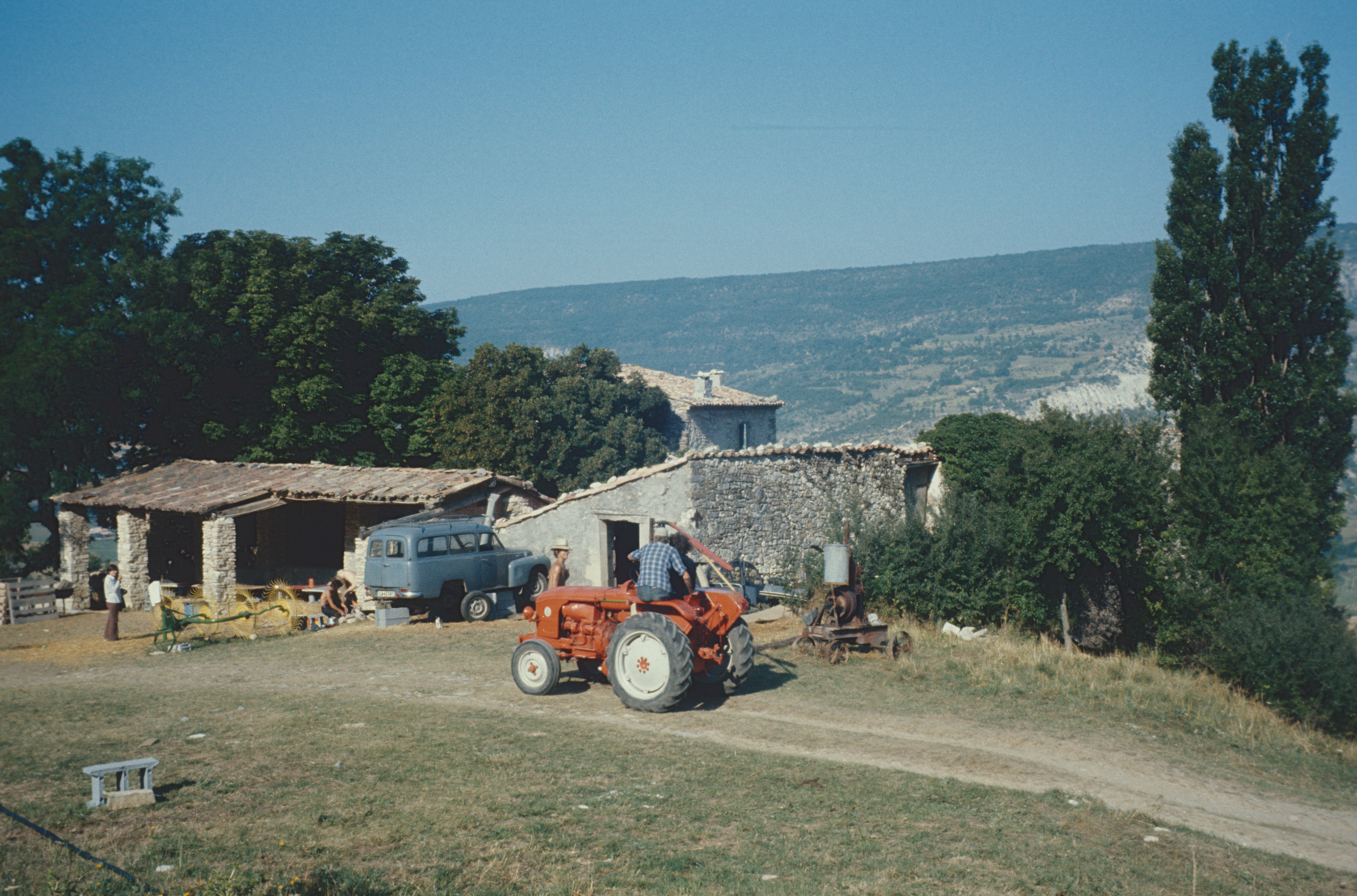
Die Pioniersiedlung in Limans

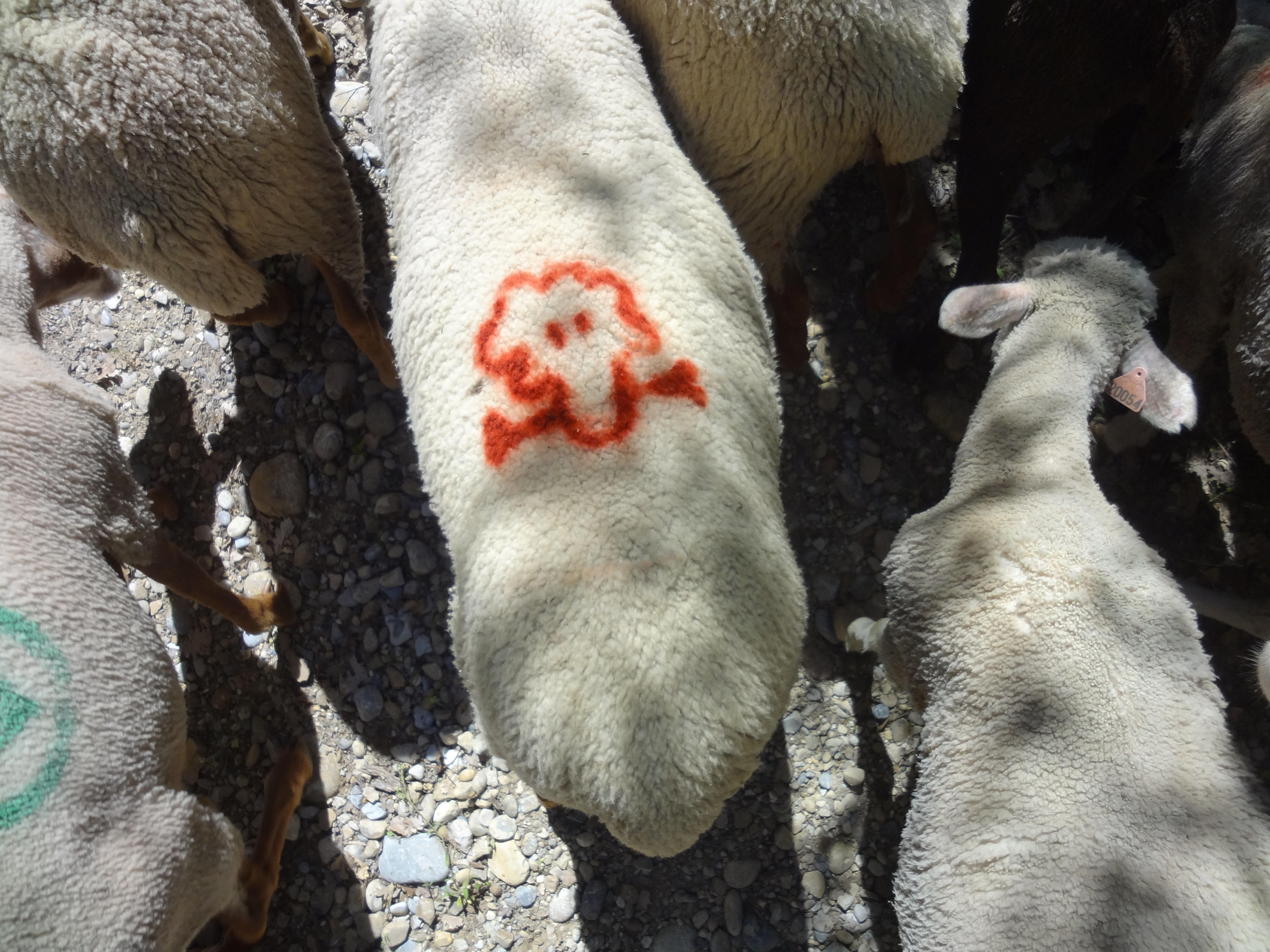
Schafe von Longo maï

Nach dem Mai 1968 schlossen sich die Schweizer Lehrlingsgruppe Hydra und die Wiener Gruppe Spartakus zu Longo maï zusammen. 1972 hielten sie ihren Gründungskongress in Basel ab (Manifest: Die Krise, ein Angriff), danach wanderten sie in die Provence nach Limans bei Forcalquier aus und eröffneten eine Kooperative. Für ungefähr 100'000 Schweizer Franken hatten sie dort 300 Hektar Brachland und einen alten Bauernhof, von dem nur noch die Grundmauern standen, gekauft.
«Die Idee dahinter war: In den Städten ist die Repression sehr stark. Bei uns gab es regelmäßig Hausdurchsuchungen, die Polizei suchte nach Waffen oder Drogen», erklärte Hannes Reiser, Mitglied der Hydra und einer der Mitgründer der Kooperative. «Deshalb wollten wir irgendwohin gehen, wo wir mehr Luft hatten, wo wir versuchen konnten, eine Alternative zu entwickeln. Nach unseren Überzeugungen.»

## Kritik
Die ersten Jahre waren vom Ausbau geprägt. Die ideologische Führungsfigur war Roland Perrot, genannt „Remi“ (7. Juni 1931 – 1. Juli 1993). Um 1980 wurde Longo maï von Aussteigern und in Presseartikeln die Verschleuderung von Spendengeldern, autoritäre innere Strukturen, gewaltsame Übergriffe und ein sektenhafter Aufbau vorgeworfen. In einem Bericht des Spiegel (17. August 1980) heißt es z. B.: „Longo mai (...) wurde zu einem millionenschweren Bettelmulti. Wohlhabende Bürger, im Kommunenjargon »Fettsäcke« genannt, wurden angepumpt, davon profitiert hat die Führungs-Clique der Alternativ-Sekte.“

## Kooperativen
Die elf Longo-maï-Kooperativen, die in einem Netzwerk miteinander verbunden sind:
- Limans
- Spinnerei Chantemerle bei Briançon (Wollverarbeitung 12–15 Tonnen pro Jahr)
- Mas de Granier, im Dorf Caphan in Saint-Martin-de-Crau (Bouches-du-Rhône), Frankreich
- Treynas, Chanéac
- Cabrery, Wein und Oliven
- Ulenkrug, Dargun, Deutschland[5]
- Hof Stopar⊙ Eisenkappel in Kärnten, Österreich
- Hof Montois Undervelier im Schweizer Jura, Bio-Zertifiziert[6]
- Nyschnje Selyschtsche, Transkarpatien, Ukraine
- Hosman Durabil, Hosman in Siebenbürgen, Rumänien
- Finca Sonador, Costa Rica

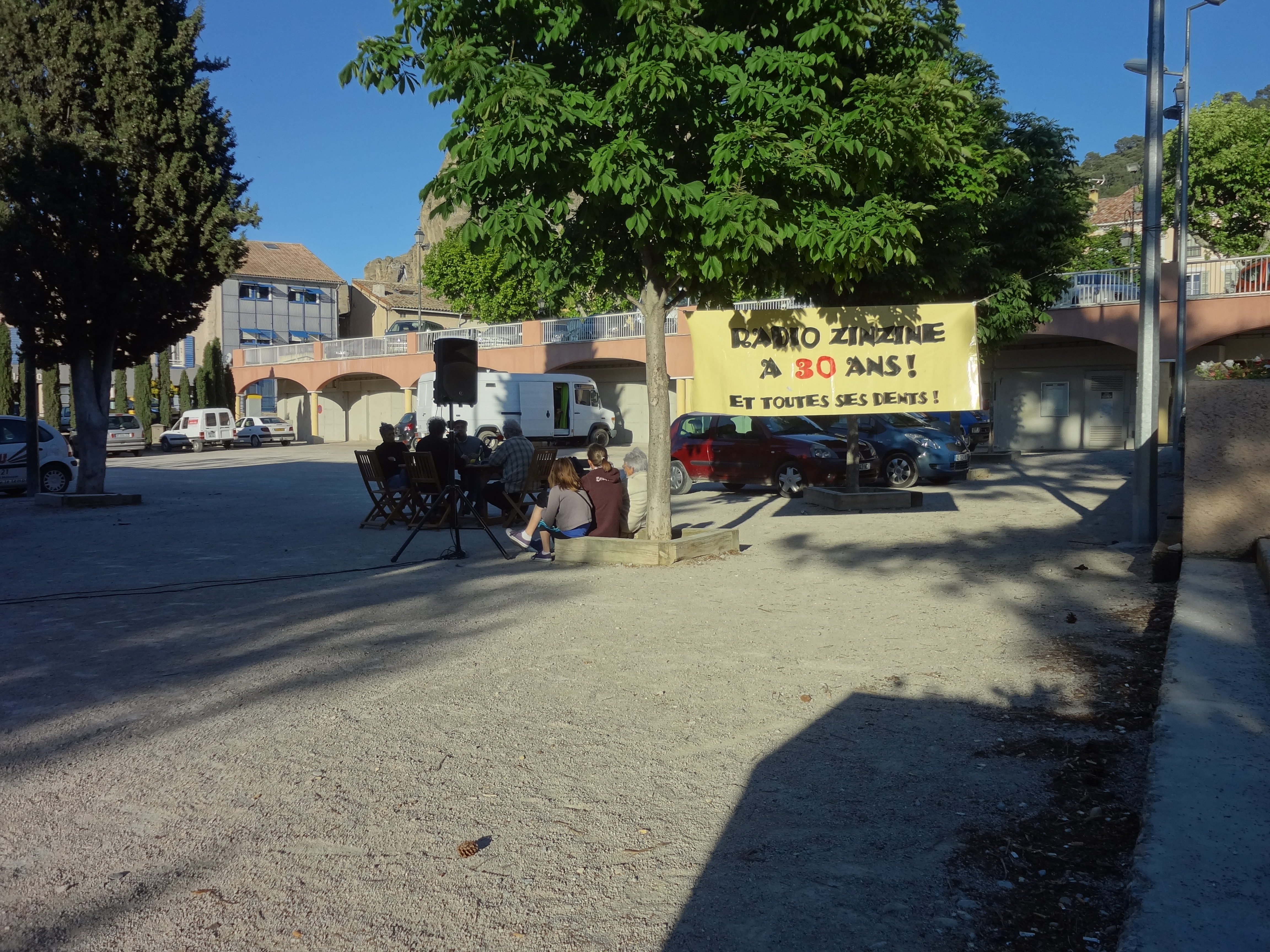
30 Jahre Radio Zinzine

Das Büro der Kooperative, in welchem die administrativen Fäden zusammenlaufen (aber keine Direktiven an die Kooperativen herausgegeben werden), befindet sich in der St. Johanns-Vorstadt in Basel.
Die Kooperative gibt die Nachrichten aus Longo maï heraus. Eng verbunden sind das Europäische BürgerInnenforum und das CEDRI (Comité Européen pour la Défense des Réfugiés et Immigrés) mit jeweils eigenen Zeitschriften.
Radio Zinzine, das Kooperativenradio in Limans, wurde 1981 gegründet.

## Referenzen
- Luc Willette: Longo maï. Vingt ans d'utopie communautaire. Syros, Paris 1993, ISBN 2-86738-936-4.
- Beatriz Graf: Longo maï – Revolte und Utopie nach ’68. Gesellschaftskritik und selbstverwaltetes Leben in den Europäischen Kooperativen. Thesis-Verlag, Egg 2005, ISBN 3-908544-88-2.
- Andreas Schwab: Landkooperativen Longo maï. Pioniere einer gelebten Utopie. Rotpunktverlag, Zürich 2013, ISBN 978-3-85869-560-4.
- Die Lehrlingsgruppe Hydra: Bürgerschreck Nummer eins, aus: Kevin Brühlmann: Schaffhausen muss sterben, damit wir leben können. Verlag am Platz, Schaffhausen 2021, S. 164–191.